# Бриш, Андре Луи Элизабет Мари
Андре Луи Элизабет Мари Бриш (фр. André Louis Elisabeth Marie Briche; 1772—1825) — французский военный деятель, дивизионный генерал (1809 год), барон (1809 год), участник революционных и наполеоновских войн. Имя генерала выбито на Триумфальной арке в Париже.

## Биография
Родился в семье Жана Николя Лекюйе де Бриша (фр. Jean Nicolas Lecuier de Briche; 1716—1794) и его супруги Мари Анны Инар (фр. Marie Anne Isnard; ок.1734—1814). В 1790 году женился на Жанне Мари Руже (фр. Jeanne Marie Rougé; 1769—1814), от которой имел дочь.
Начал службу 1 апреля 1790 года рядовым в 1-м конно-егерском полку. В 1792 году сражался в рядах Северной армии. В 1794 году служил при штабе в Вандее, 17 декабря 1795 года зачислен в состав 4-го эскадрона 1-го конно-егерского. Затем был переведён в штаб Итальянской армии. С 5 марта 1799 года служил в рядах 11-го гусарского полка. Отличился в сражениях при Треббии, где с горсткой храбрецов прикрывал отступление армии, и при Маренго. 25 декабря 1800 года отличился при переправе через Минчо, где взял в плен майора и несколько вражеских кавалеристов. 31 мая 1801 года произведён генералом Мюратом в командиры эскадрона. 29 октября 1803 года – майор, заместитель командира 9-го гусарского полка.
13 января 1806 года – полковник, командира 10-го гусарского полка. В составе лёгкой кавалерии 5-го армейского корпуса Великой Армии участвовал в кампаниях 1806-07 годов. 10 октября отличился при Заальфельде, где сперва захватил два орудия, а затем атаковал и рассеял колонну пруссаков под командованием принца Людвига, который был убит в этой схватке. Умело сражался при Йене. Через несколько дней после этого вблизи Торна атаковал и практически полностью уничтожил полк драгун королевы. В зимней кампании в Польше он также поддержиал свою блестящую репутацию и стал офицером ордена Почётного легиона 14 мая 1807 года.
Осенью 1808 года вместе с корпусом переброшен в Испанию. Участвовал в осаде Сарагосы. После взятия города, с 21 февраля 1809 года командовал отрядом, состоящим из 10-го гусарского полка и 2-х батальонов 28-го полка лёгкой пехоты, с которым он должен был восстановить связь между Южной армией и Каталонией, и очистить от врага территорию от Фраги до Вальса. Хотя операция была очень трудная, Бриш с ней справился. В награду за эти действия, 17 сентября 1809 года он производится в бригадные генералы, и получает под своё начало лёгкую кавалерию 5-го корпуса. Уже 18 ноября при Оканье Бриш отличается в новой для себя должности, где с четырьмя полками атакует и разбивает правый фланг испанцев. В бою при Фуэнте-де-Кантос 13 сентября 1810 года он обращает в бегство испанцев и португальцев, захватывает в плен 500 человек, в том числе большое количество офицеров и шесть орудий со всей материальной частью. 6 января 1811 года он преследует испанскую кавалерию до Мериды, и, после того, как очищает правый берег реки Гвадиана от неприятеля, гонит его до Альбукерке. Нагнав арьергард противника у Ботоа, он учиняет ему полный разгром. 20 того же месяца прибыв к Талавейре-ла-Роа, он застав испанцев врасплох, неожиданно атакует и гонит до Бадахоса. 19 февраля следующего года отличается в битве у Геборы, и заслуживает большие похвалы от маршала Мортье, командира 5-го корпуса.
16 мая Бриш отличается при Альбуэре. Здесь он вовремя смог оценить угрозу правому флангу своей армии, и важную роль моста в этом районе. Проведя всю ночь на биваках в присутствии врага, рано утром он атаковал аванпосты англичан у реки Альбуэра, и отбросил неприятеля от этого ключевого моста. Действия генерала Бриша не остались незамеченными для Наполеона, и 20 того же месяца его наградили комманданским крестом ордена Почётного легиона. В начале октября 1811 года его бригада включается в состав колонны генерала Жерара. Вместе они преодолевают территорию от Гвадианы до Тежу, и вынуждают генерала Кастаньоса отступить к границам Португалии. 31 декабря получает разрешение вернуться во Францию.
16 января 1812 года он получает отпуск. 23 октября возглавил бригаду, только что сформированную в столице. 18 января 1813 года Наполеон доверил ему командование и обучение кавалерии, дислоцированной в Вероне, и входящей в состав Наблюдательного корпуса Армии Италии. 4 апреле влился в состав 4-го корпуса Великой Армии, и возглавил авангард корпуса. Отличился при Лютцене умелыми атаками против левого крыла союзников. При Дрездене он теряет почти всю свою бригаду, и Император дает ему в командование вюртембергскую дивизию.
24 сентября 1812 года женился в Париже во второй раз на Жюли Арти де Пьербур (фр. Julie Harty de Pierrebourg; 1789—1881), дочери барона и бригадного генерала Оливье Арти де Пьербура (фр. Olivier Harty de Pierrebourg; 1746—1823). В браке родились четверо детей.
19 ноября 1813 года получил чин дивизионного генерала, и возглавил 5-ю дивизию тяжёлой кавалерии. Кампания 1814 года во Франции открывает ему новые возможности для славы. 9 января маршал Виктор, желающий занять Эпиналь, Рамбервийе и Сен-Дье, отправляет Бриша с его драгунами, чтобы изгнать врага с этих позиций. После нескольких часов боя удаётся завладеть Рамбервийе: подразделения противника отброшены на два лье, оставив на поле боя 300 убитых, раненых и пленных. 12 он изгнал союзников Сен-Миеля, и особенно отличился в боях у Сен-Дье. 29 тревожил кавалерию генерала Палена, отступающую на Бриенн, и захватил несколько пленных. У Ла-Ротьера 1 февраля не уступил поле врагу, хотя понёс значительные потери. 4, генерал Мишель, поддержанный дивизией Бриша, атакует союзников в Сен-Тьебо и отбрасывает его до Сен-Пьер-ле-Ванда. В конце дня Бриш нападает на австрийцев, убивает 100 и захватывает в плен 150 человек. 27 он изгоняет из деревни Виллар лёгкую кавалерию принца Вюртембергского, и заставляет их отступить за пехоту.
После реставрации Бурбонов, с 18 июня выполняет функции генерал-инспектора кавалерии в 14-м военном округе. Во время «Ста дней» отказался присягнуть Наполеону, и был отстранён от должности. После Ватерлоо участвовал в суде над генералом Мутоном-Дюверне. Получил титул Виконта. Вплоть до самой смерти 21 мая 1825 года продолжал занимать различные военно-административные посты.
Имя генерала выбито на Триумфальной арке в Париже.

## Воинские звания
- Младший лейтенант (15 сентября 1791 года);
- Лейтенант (1 апреля 1793 года);
- Капитан (15 марта 1795 года);
- Командир эскадрона (31 мая 1801 года, утверждён 14 декабря 1801 года);
- Майор (29 октября 1803 года);
- Полковник (13 января 1806 года);
- Бригадный генерал (17 сентября 1809 года);
- Дивизионный генерал (19 ноября 1813 года).

## Титулы
- Барон Бриш и Империи (фр. baron Briche et de l'Empire; декрет от 19 марта 1808 года, патент подтверждён 15 октября 1809 года в Шёнбрунне)[3].

## Награды
Легионер ордена Почётного легиона (25 марта 1804 года)
 Офицер ордена Почётного легиона (14 мая 1807 года)
 Коммандан ордена Почётного легиона (20 мая 1811 года)
 Кавалер вюртембергского ордена «За военные заслуги» (октябрь 1813 года)
 Кавалер военного ордена Святого Людовика (19 июля 1814 года)
 Командор военного ордена Святого Людовика (3 мая 1816 года)
 Великий офицер ордена Почётного легиона (1 мая 1821 года)